# Ahmed Smajlović
Ahmed ef. Smajlović (Srebrenica, 17. lipnja 1938. – Sarajevo, 11. kolovoza 1988.), bošnjački je islamski prosvjetni, kulturni i javni djelatnik. Zbog velikog doprinosa u izgradnji Islamskog centra u Zagrebu današnja Islamska gimnazija, a ranije medresa nosi njegovo ime. Ujak je Mesudu Hafizoviću. 

## Životopis
Ahmed Smajlović se rodio u Tokoljacima kod Srebrenice kao posljednje dijete. U obitelji oca imama bilo je sedmero djece. U Krnjićima je završio osnovnu školu. U Sarajevu je upisao Gazi Husrev-begovu medresu. Bio je odličan učenik. Vojni rok je služio u Ljubljani i to je vrijeme koristio i za studij na Pravnome fakultetu u Ljubljani. U vojsci je završio prvu godinu studija, a drugu godinu je završio nakon odsluženja roka, na fakultetu u Beogradu. Studij prava nije priveo kraju. Razlog je odluka o studiranju u Egiptu u Kairu na sveučilištu El-Azharu. Upisao ga je listopada 1962. godine. Studirao je arapski jezik i književnost. Magistrirao je na istom sveučilištu. Godine 1974. doktorirao je na temu Filozofija orijentalizma i njen utjecaj na suvremenu arapsku književnost, koja je prevedena na bošnjački jezik. U Egiptu je također predavao na Jugoslavenskoj dopunskoj školi sociologiju, filozofiju i logiku. Pet je punih godina bio direktor te škole. U Jugoslaviju se vratio 1975. godine. Ponudili su mu mjesto šefa kabineta reisu-l-uleme, a poslije i dužnost predsjednika Starješinstva Islamske zajednice Bosne i Hercegovine, Hrvatske i Slovenije. Na mjestu predsjednika bio je jedno desetljeće. U međuvremenu je 1977. godine otvoren u Sarajevu Fakulteta islamskih znanosti (tadašnji Islamski teološki fakultet). Imenovan je na mjesto izvanrednog profesora na predmetu akâida (islamskoga vjerovanja) i islamske filozofije. Te je predmete predavao do kraj života. Smajlovića se smatra začetnikom studija islamske filozofije u Bosni i Hercegovini.
Bio je djelatan na području društvenoga života. Bio je član raznih islamskih međunarodnih institucija u Europi i islamskim zemljama, sudjelovao je na mnogim konferencijama, znanstvenim skupovima i stručnim savjetovanjima u zemlji i inozemstvu. U Bosni i Hercegovini je osobito ostao u memoriji kao vrsni govornik na vrlo posjećenim javnim skupovima. Bez obzira na temu tih skupova, Smajlovićeva predavanja su za temu imala vjeru i vjersku misao. U kontekstu je uvijek bilo zagovaranje unutarvjerske i međuvjerske tolerancije i dobrosusjedskih odnosa. Za to ga je Predsjedništvo SFR Jugoslavije odlikovalo Ordenom zasluga za narod sa srebrenom zvijezdom 30. rujna 1981. godine. Ostao je odan ideji vjerskog pluralizma, ne ograničivši se samo na prihvaćanje vjerske raznolikosti, nego je inzistirao na stalnome unutarvjerskom i međuvjerskom dijalogu, stalnoj razmjeni ideja.
Dana, 1. prosinca 1978. pokrenuo je časopis Islamska misao, projekt koji u novijoj povijesti muslimana ondašnje Jugoslavije nikad nije prevaziđen. Bio je prvi urednik tog lista, u kojem je objavio 255 radova. Uređivao ga je kroz 17 brojeva. Radove je pisao na bosanskom, arapskom i engleskom. Roman Meše Selimovića Derviš i smrt preveo je na arapski, a u timu je preveo baladu Asanaginicu na arapski.

## Vanjske poveznice
- Ahmed Smajlović: Trideset godina od preseljenja na Ahiret